# Alexandre Fairé
Alexandre Fairé est un homme politique français né le 1er mars 1824 à Laval (Mayenne) et décédé le 5 février 1908 à Angers (Maine-et-Loire).

## Biographie
Il est né à Laval, de François Fairé, peintre vitrier de la Rue Renaise, qui acquiert en 1837 l'Ecouaillerie d'Ahuillé. Sa mère a servi dans une famille noble, qui s'occupe des frais de son éducation. Il épouse dans sa ville natale Melle Guérin, fille d'un magistrat.
Avocat à Angers à partir de 1848, il est bâtonnier de l'Ordre. Conseiller municipal d'Angers en 1870, adjoint au maire en 1874. Il est élu député de Maine-et-Loire en 1876, mais est invalidé. Réélu en 1877, il est une nouvelle fois invalidé et battu à l'élection partielle. Il est réélu en 1885 et reste en poste jusqu'en 1893. Il siège à droite.
On a imprimé le discours qu'il prononça à la Chambre pour soutenir la validité de son élection.

## Sources
- « Alexandre Fairé », dans Alphonse-Victor Angot et Ferdinand Gaugain, Dictionnaire historique, topographique et biographique de la Mayenne, Laval, A. Goupil, 1900-1910 [détail des éditions] (BNF 34106789, présentation en ligne), t. IV, p. 336.
- « Alexandre Fairé », dans le Dictionnaire des parlementaires français (1889-1940), sous la direction de Jean Jolly, PUF, 1960 [détail de l’édition]
- « Alexandre Fairé », dans Adolphe Robert et Gaston Cougny, Dictionnaire des parlementaires français, Edgar Bourloton, 1889-1891 [détail de l’édition]

- Ressource relative à la vie publique :   - Base Sycomore
- Notices d'autorité :   - VIAF
  - ISNI
  - BnF (données)